# Lesencetomaj
Lesencetomaj è un comune dell'Ungheria di 1.207 abitanti (dati 2001). È situato nella contea di Veszprém.